# Linia kolejowa Glūda – Reņģe
Linia kolejowa Glūda – Reņģe – linia kolejowa na Łotwie łącząca stację Glūda ze stacją Reņģe i z granicą państwową z Litwą.
Linia na całej długości jest niezelektryfikowana i jednotorowa.

## Historia
Linia powstała w 1873 jako część drogi żelaznej mitawskiej. Początkowo leżała w Imperium Rosyjskim, w latach 1918 - 1940 położona była na Łotwie, następnie w Związku Sowieckim (1940 - 1991). Od 1991 ponownie znajduje się w granicach niepodległej Łotwy.
W latach 2008–2020 była ślepa, ze względu na rozebranie linii po litewskiej stronie granicy.